# 成田知巳
成田知巳（日语：／ Narita Tomomi */?，1912年9月15日—1979年3月9日），日本社会党籍政治家，1912年生于日本香川县高松市。

## 早年
成田知巳1912年生于日本香川县高松市，父亲是肥料商成田鷹次、曾任高松市议员。成田知巳从旧制高松中学毕业后，先后就学于旧制第四高等学校（今金泽大学）、东京帝国大学（今东京大学）法学部。从东大毕业后，成田知巳进入三井矿山工作。1941年，转入三井化学工作。

## 政治家生涯
二战结束后，成田知巳曾以无党籍身份参加1946年第22屆日本眾議院議員總選舉，但未当选。次年，在第23屆日本眾議院議員總選舉中获得社会党推荐，于香川縣第1區当选议员。此后，成田知巳在该选举区连续当选众议员12次，直到去世。
成田在社会党内属于鈴木茂三郎一派，后来又与主张构造改革论的江田三郎接近。因与江田靠近，1962年成田曾在江田辞去社会党书记长一职后代理书记长一职。不过，后来成田的观点开始左倾，逐渐靠近社会党内派阀社会主义协会。
1964年，成田曾在社会党党报上提出“成田三原则”，指出日本社会党存在三大问题：依赖工会、日常活动不足，以及脱离基层的“议员党”特性。
1968年11月30日至1977年9月26日间，成田任日本社会党委员长（党首）。任内，成田积极调和党内左派与右派之间的矛盾、为确立社会党内全党一致的体制不断奔走。
1979年，因罹患白血病在议员任上突然去世，享年66岁。

## 其他

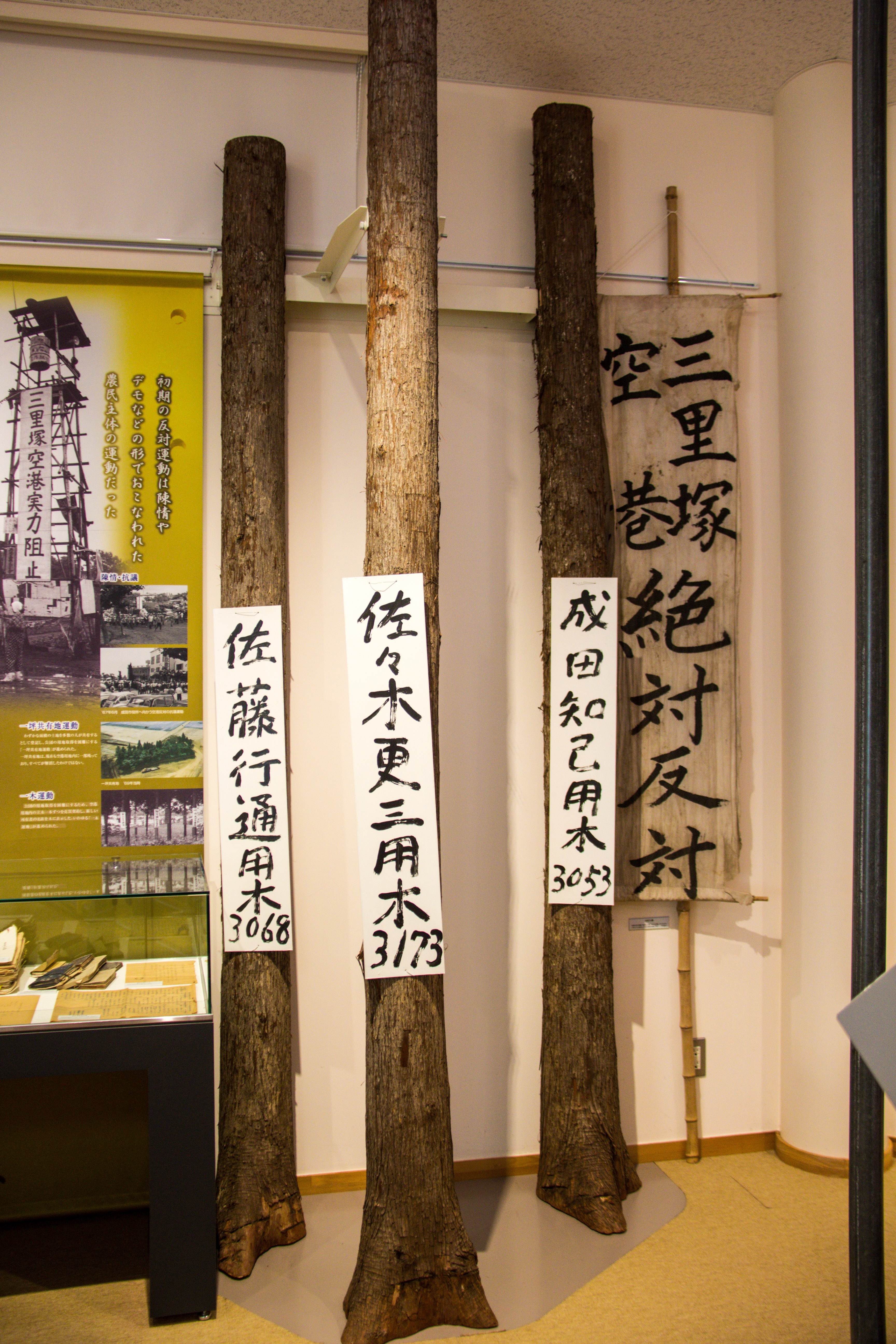
20世纪70年代，以时任日本社会党委员长成田知巳为首的日本社会党籍议员通过在当地进行立木对反对东京修建新机场的抗争活动（三里塚斗争）进行支援

20世纪70年代，成田知巳反对东京修建新机场（即今天的成田机场）。以成田知巳为首的日本社会党籍议员曾通过在当地进行立木对反对东京修建新机场的抗争活动（三里塚斗争）进行支援。